# 鐵扇會
鐵扇會（てっせんかい、英称：Tetsusenkai）は、1999年（平成11年）4月29日に結成された「サイバー憂国団体」である。

## 解説
会長は、元木田蔵（1958年〈昭和33年〉 - 2020年〈令和2年〉11月12日）。
「昭和の日」制定運動、山西省残留日本兵問題、首相の靖国参拝問題、サッカーＷ杯日韓韓日呼称交換運動、日朝国交正常化反対運動などに取り組み、最盛期の2002年（平成14年）には200名近くの会員を擁した。電子メールを使った組織的な抗議や、マルチポストによる大胆な宣伝を展開したことでも知られ、ネット右翼の源流の一つに数えられている。
元来2ちゃんねる（現・5ちゃんねる）以前に遡る匿名掲示板文化を母体として生まれた経緯もあり、ブログやSNSといった個人を主体とする新たなネット媒体の興隆とともに組織としての活動を縮小し、2010年（平成22年）にWEBサイトを閉鎖した。現在では、その活動を後世に伝えるものとしてアーカイブズが公開されている。